# Monte Bongao
El monte Bongao (conocido como Bud Bongao) es una montaña ubicada en la isla Bongao en la provincia de Tawi-Tawi. Es una montaña formada por seis pilares de piedra caliza que le sirven como seis picos. Es el pico más meridional de Filipinas.
El Bud Bongao está dentro del Parque Ecoturístico del Pico Bongao que se inauguró el 3 de julio de 2017. Es un bosque de 250 hectáreas que es uno de los últimos bosques húmedos que quedan en el archipiélago de Sulu.
La montaña tiene una importancia espiritual y tradicional para el pueblo indígena Sama Dilaut . La montaña también se considera sagrada donde se cree que dos predicadores islámicos que eran seguidores directos de Karim ul-Makhdum, están enterrados bajo lo que se llama Tampat Rocks, aunque el sitio ya era sagrado incluso antes de que llegara el Islam. Karim ul-Makhdum trajo el Islam a Filipinas en el año 1380.

## Características físicas
El Bud Bongao se compone de seis pilares de piedra caliza que forman seis de sus picos, que sirven de miradores a las islas y lugares que les dan nombre. Estos picos son Bongao, Pajar, Sibutu (cumbre), Simunul, Tambisan y Tinondakan.

## Biodiversidad
El monte Bongao alberga uno de los últimos bosques húmedos que quedan en el archipiélago de Sulu.
Entre los monos endémicos de Bud Bongao figura el Macaca fascicularis. La libélula roja, el albatros anaranjado, el papamoscas azul de manglar y la pitta filipina se encuentran en la montaña. Bongao y sus islas circundantes (Sanga-Sanga, Simunul, Tawi-Tawi ) también albergan a la vulnerable rata del bosque Tawi-Tawi y al loris perezoso filipino. El papamoscas de la selva se observó una vez en 1973.

## Actividad de senderismo
Además de ser una montaña sagrada, Bud Bongao también es famosa entre los excursionistas. Se ha construido un sendero empedrado de 3.608 escalones desde el punto de partda en Barangay Pasiagan que termina en un mirador construido en el pico Tambisan. Desde este mirador se domina el mar de Célebes y la isla de Tambisan, en Sabah, a 317 metros sobre el nivel del mar.